# 応永の外寇
応永の外寇（おうえいのがいこう）は、室町時代の応永26年（1419年）に起きた李氏朝鮮による対馬への侵攻を指す。糠岳戦争とも言う。朝鮮では己亥東征（朝: 기해동정）と言われる。
当時足利義持（室町幕府の将軍）が明使を追い返すなど日明関係が悪化していたこともあり、京都では当初これを中国からの侵攻と誤解したために、伏見宮貞成親王の『看聞日記』には「大唐蜂起」と記されている。
朝鮮軍は227隻の船に1万7285人の兵士を率いて対馬に上陸したが、宗貞盛の抵抗により、朴弘信、朴茂陽、金該、金熹ら4人の将校が戦死し、百数十人が戦死及び崖に追い詰められて墜落死し、朝鮮軍は動揺して逃走したが船に火を掛けられて大敗を喫した。朝鮮側もすぐに迎撃のための再遠征を議論するほど戦果は不充分であったが結局実現しなかった。この外征以降、宗貞盛に日朝貿易の管理統制権が与えられ、対馬と朝鮮の通交関係の回復がなされた。その後、宗貞盛は李氏朝鮮と嘉吉条約を結び、朝鮮への通交権は宗氏にほぼ独占されるようになった。

## 背景

### 前期倭冦
高麗史と日本側の記録によると、倭寇は元寇以前にも存在して高麗から財産を略奪したがその活動が目に立つほど頻繁になったのは、1350年からであった。その時期から高麗末まで倭寇の侵入は500回あり、特に1375年からは、倭寇のせいで高麗の沿岸に人が住まなくなる程だったという。「高麗史」、「高麗史節要」に拠れば、1389年に高麗は倭寇の根拠地と断定していた対馬に軍船を派遣し、倭寇船300余隻と海辺の家々を焼き、捕虜100余人を救出したという（康応の外寇）。
高麗が朝鮮に代わった後にも倭寇は朝鮮半島各地に被害を与えるが、対馬の守護宗貞茂が対朝鮮貿易のために倭寇取締りを強化した事や、室町幕府将軍・足利義満が対明貿易のために倭寇を取り締まった事によって、14世紀末から15世紀始めにかけて倭寇は沈静化していった。
しかし、新たに将軍となった足利義持は、応永18年（1411年）に明との国交を断絶した。対馬においても宗貞茂が応永25年（1418年）4月に病没し、宗貞盛が跡を継いだが、実権を握った早田左衛門大郎は倭寇の首領であった。

## 朝鮮側の記録
ここでの記載は主として朝鮮王朝実録に基づく。西暦日付はユリウス暦で示す。

### 対馬侵攻の決定
朝鮮沿岸はおよそ10年間倭寇の被害を受けていなかったが、応永26年5月7日（1419年5月31日）、対馬での飢饉によって数千人の倭寇が明の浙江省に向かっていた途中、食糧不足で朝鮮の庇仁県（今の韓国忠清南道舒川郡）を襲撃し、海岸の兵船を焼き払い、県の城をほぼ陥落させ、城外の民家を略奪する事件が発生した。この倭寇は5月12日（6月5日）、朝鮮の海州へも侵犯し、殺害されたり捕虜となった朝鮮軍は300人に達した。朝鮮の上王である太宗は、これが対馬と壱岐からの倭寇ということを知り、5月14日（6月7日）、対馬遠征を決定。国王・世宗に出征を命じた。
朝鮮側は5月23日（6月16日）に九州探題使節に対馬攻撃の予定を伝え、5月29日（6月22日）には宗貞盛（宗都都熊丸）に対してもその旨を伝達した。一方、朝鮮に来た倭寇集団は、以後に朝鮮を脱して遼東半島へ入ったが、そこで明軍に大敗する（望海堝の戦い、中国名：望海堝大捷）。
対馬に侵攻する朝鮮軍は三軍（右軍・中軍・左軍）で編成され李従茂を司令官とし、軍船227隻、兵員17,285人の規模であり、65日分の食糧を携行していた。
朝鮮軍司令部の構成は次の通りであった。
- 三軍都體察使：李従茂
- 中軍節制使：禹博・李叔畝・黄象
- 左軍都節制使：柳湿
- 左軍節制使：朴礎・朴実
- 右軍都節制使：李之実
- 右軍節制使：金乙和・李順蒙

太宗は朝鮮軍が対馬へ行く前に「ただ盗賊のみを討て。宗貞盛には手を出さず、九州は安堵せよ。」と命じた。

### 糠岳での戦闘
6月19日（7月11日）、朝鮮軍は巨済島を出航した。
6月20日（7月12日）昼頃、対馬の海岸（尾崎浦）に到着した。対馬の盗賊たちは、先行する朝鮮軍10隻程度が現れると、仲間が帰ってきたと歓迎の準備をしていたが、大軍が続いて迫ると皆驚き逃げ出した。その中50人ほどが朝鮮軍の上陸に抵抗するが、敗れて険阻な場所へ走り込む。上陸した朝鮮軍はまず、出兵の理由を記した文書を使者に持たせ、宗貞盛に送った。だが答えがないと、朝鮮軍は道を分けて島を捜索し、船129隻を奪い、家1939戸を燃やし、この前後に114人を斬首、21人を捕虜とした。また同日、倭寇に捕らわれていた明国人男女131人を救出する。以後、朝鮮軍は船越に進軍し、柵を設置して島の交通を遮断し、僅かな食糧を持って山に逃げ込んだ盗賊たちの飢え死にを図って、長く包囲し留まる意を示す。
6月29日（7月21日）、李従茂は部下を送り、島を再度捜索し、加えて68戸と15隻を燃やし、9人を斬り、朝鮮人8人と明国人男女15人を救出する。そして仁位郡まで至り、再び道を分け上陸した。しかしその頃、対馬側はすでに壱岐の松浦党に援軍を要請し険難な山の奥に伏兵を配置していた。そして朴実が率いる朝鮮左軍が、糠岳で対馬側の伏兵に会い敗北、百数十人が戦死及び崖に追い詰められて墜落死した。だが朝鮮右軍が助けに入り、右軍の武官・李順蒙が対馬側の先鋒の指揮官らしき者を矢で射ち殺すと、対馬側は退いた。

### 撤収
6月29日、遠征の報告のため朝鮮に戻っていた従事官、趙義昫が対馬に帰ってきた。この時、崔岐という太宗の使いが同行しており、遠征軍に二つの宣旨（手紙）を届け、全てを仔細に李従茂と論じたとおりせよと命令した。その内容は、「7月は暴風が多いため、長期的に留まることを避けること」、および「李従茂は宗貞盛及びその他の日本人に太宗の意を論ぜよ」というものであった。このような楽観的とも言える宣旨がなされたのは、この時点では朝鮮軍が敗北したとの報告が太宗には届いていなかったためであった。また、宗貞盛からも「朝鮮軍が長期間留まることを恐れるため、修好と撤退を願う。7月は暴風が吹くため大軍が留まるのは（朝鮮側にとっても）良いことではない」との文書が送られた。7月3日、軍船は対馬から巨済島に撤退した。

### 損害
『世宗実録』では6月29日の戦いで死者百数十人、7月10日（8月1日）の記録として戦亡者180人となっている。朝鮮側は戦没した朝鮮軍の遺族全員に米と豆を支給した。対馬側の被害は正確には知られてないが、朝鮮の史料によると対馬の人命被害は200人に近く、対馬の糠岳には殿様壇という墓があり、戦死した対馬の守護宗貞茂の墓と伝えられているが、実際貞茂は前年に病死しており、誰の墓かは判明していない。

### 撤収後の影響
糠岳での戦闘に関して朝鮮では「朴実が負ける時、護衛し共にいた11人の中国人が、我が軍の敗れる状況を見てしまったので、彼らを中国に帰らせて我が国の弱点を見せることはできない」という左議政（高位官吏）の主張があった。そのため、朝鮮の通訳が中国人に所見を聞くと「戦死者、倭人20人余り、朝鮮人100人余り」と朝鮮側の被害を多く言った。これについて、崔雲等が「中国は北方民族との戦いで、遠征軍の兵士たちの過半数を失った例があります。100人の死、何が恥になるでしょうか？」と主張し、太宗がこれに賛同し、中国人たちを明国へ帰すこととなった。朴実は軽率だった罪により投獄され李従茂も朝鮮の大臣たちの非難を受けたが、朴実の敗戦の罪は司令官の皆にあるとし、東征（対馬遠征）にとって勝利も多かったとして、後に朴実は免罪、李従茂は昇進する事になった。対馬遠征で功績があると官職を受けた朝鮮人は200人余りであった。
また対馬については、「我が族類にあらず（島倭非我族類）」と前言を翻し、さらに朝鮮の京中・慶尚及び全羅道にいた対馬人を僻地に移転させることを決定した。

### 対馬再征計画
7月9日（7月31日）に、対馬へ向けて出港し再攻撃することが提案されたが、兵の士気がすでに落ち、船の装備が破損し、風も強くなっていたことから得策ではないとして、台風が静まることを待ってから軍隊を整えて再遠征しても遅くはないとしたが、結局実現はしなかった。

## 日本側の記録
日本側の同時代資料には少弐満貞の注進状がある。その内容は、以下のようなものであった。
「蒙古舟」の先陣五百余艘が対馬津に襲来し、少弐満貞の代官宗右衛門以下七百余騎が参陣し、度々合戦し、6月26日に終日戦い、異国の者どもは全て敗れ、その場で大半は討ち死にしたり、召し捕らえた。異国大将二名を生け捕りにし、その白状から、今回襲来した五百余艘は全て高麗国（朝鮮）の軍勢であること、唐船2万余艘が6月6日に日本に到着する予定であったが、大風のために唐船は到着せず、過半は沈没した。合戦中に奇瑞が起こり、また安楽寺（太宰府天満宮）でも怪異・奇瑞が起こった。
対馬侵攻が実施されたのは、ちょうど幕府と明との関係が悪化していた時期であった。『看聞日記』の5月23日の記載には、「大唐国・南蛮・高麗等、日本に責め来るべしと高麗より告げる。室町殿仰天す」とあるが、8月7日に少弐満貞が対馬に「蒙古舟先陣五百余艘」と注進したために、幕府と朝廷は三度目の元寇かと恐れ、対馬侵攻をその前兆と考える向きもあった。室町幕府はこの年、大蔵経求請を名目に日本国王使・無涯亮倪一行を朝鮮に派遣した。翌年朝鮮からは回礼使・宋希璟一行が来日する。京都に着いた宋希璟は、初め将軍・足利義持に冷遇された。その原因が、応永の外寇にあると知った希璟は、陳外郎や禅僧らを介して、外寇の原因は倭寇にあることを力説し、義持の理解を得るに至った。こうして日朝関係は国家レベルでは和解した。
また8月13日の『看聞日記』は7月15日付けの「探題持範注進状」として、以下の内容を紹介している。
6月20日、「蒙古・高麗」の軍勢500余艘が対馬島に押し寄せ、対馬を打ち取ったので、「探題持範」と太宰小弐（満貞）の軍勢がすぐに対馬の「浦々泊々の舟着」で日夜合戦したが、苦戦をしたので九カ国（九州）の軍勢を動員し、6月26日に合戦をし、異国の軍兵三千七百余人を打ち取り、海上に浮かぶ敵舟千三百余艘は、海賊に命じて攻撃させ、海に沈む者が甚だ多かった。雨風・雷・霰の発生や大将の女人が蒙古の舟に乗り移り、軍兵三百余人を手で海中に投げ入れるなど、合戦の最中に奇特の神変が多く起こった。6月27日に異国の残る兵はみな引き退き、7月2日には全ての敵舟が退散したが、これは「神明の威力」によるものである。
300年後に編纂された『宗氏家譜』（1719年）によると、対馬側の反撃により糠岳で朝鮮左軍が大敗する等、苦戦を強いられた朝鮮軍は撤退した。この際の日本側の戦死者を123人、朝鮮兵の死者を2500人余りとしており、探題持範注進状の3700人に近い数字となっている。

## 対馬の使臣
朝鮮王朝実録によれば、9月、朝鮮に『都伊端都老』という対馬の使者が来て降伏を請い、印章の下賜を求めたという。そして翌年には『時応界都（辛戒道）』という対馬の使臣も朝鮮に来て、宗貞盛が朝鮮への帰属を願っていると伝えた。これを受け朝鮮では、貞盛に「宗都々熊丸」（都々熊丸は貞盛の幼名）という印を与えるとともに、対馬を慶尚道へと編入することを決めた。しかし、回礼使として日本へ派遣された宋希璟が対馬に立ち寄った折、当時の対馬最大の豪族である早田左衛門大郎から編入について抗議を受ける。さらに応永28年、対馬から朝鮮へと派遣された使者仇里安が朝鮮への帰属を否定した。

## その後
戦後、対馬と朝鮮の間に使節は相変わらず往来する。10月17日、倭寇の首領早田左衛門太郎は「貴国が本島(対馬)を討つ時、王命を敬い、矢一本撃たなかった」と朝鮮に拘留されていた対馬人の送還を願い出た。12月2日、糠岳で対馬側の攻撃によって体に矢2本を撃たれて行方不明になった朝鮮の将校金亥の息子金彦容が対馬に行って父を探すことを朝鮮の朝廷に願い、これが許された。
1426年、左衛門大郎の要請で朝鮮は釜山浦、乃而浦以外にも塩浦を開港し、両国間の貿易が再度活発化した。しかし、来往する日本人の数が日々増え、接待費などが朝鮮に負担となり、1443年、朝鮮は対馬と嘉吉条約（癸亥約条）を結び解決する。なお、朝鮮は倭寇制御の一環として、対馬の色々な人に官職を与え、特に1461年、貞盛の子、宗成職（）にも官職を付与した。以後、朝鮮は定期的に対馬に米を贈ることになった。
朝鮮が対馬人に対する帰化・救恤等の政策を行ったため前期倭寇は一応衰退していく。1430年の朝鮮の記録によると当時朝鮮は応永の外寇の際朝鮮軍が威力を見せたことで倭寇が暴虐なことをそれ以上しないようになったと認識していた。嘉吉条約を結んだ翌年である世宗26年（1444年）をもって倭寇終息を宣言し、明にも報告した。また海賊貿易である倭寇が減ったことで、正規の貿易はむしろ増加し、制限するために通交統制が用いられるようになる。
それが恒居倭人（朝鮮に居住する日本人）の増加を促し、三浦の乱が起きた原因となった。乱後の交渉は、対馬の宗氏が偽使を介して行ったので、以後の日朝貿易は事実上の対馬独占となった。
その後、倭寇は一時的に衰退に向かうが、約一世紀後には明の海禁を破った中国人と日本人の集団が海に繰り出して後期倭寇として勃興した。

## 同時代資料
- 看聞日記
- 満済准后日記
- 少弐満貞注進状
- 朝鮮王朝実録
- 老松堂日本行録